# Шимозеро
Шимозеро — озеро в Вытегорском районе Вологодской области, в восточной части Вепсской возвышенности на территории Оштинского сельского поселения.
Площадь поверхности — 7,9 км². Высота над уровнем моря — 216 м.
Относится к группе периодически исчезающих карстовых озёр. Сток происходит через карстовую воронку, называемую Чёрной ямой. Входит в реестр уникальных природных объектов России. 
Шимозеро не имеет поверхностных стоков и относится к бассейну реки Мегры, впадающей в Онежское озеро.
Соединено протокой с Долгозером, впадает Векшручей, а также Сюрьга, несущая воды Линжозера и Яньдозера. Все четыре водоёма представляют собой бессточную область. На озере несколько островов, самый крупный — Неростров. Ранее окрестности озера населяли вепсы, сейчас все сёла (Бабинская, Захарьевская, Ивановская, Фоминская, Яковлевская, Кузнецовская) нежилые.
Находится в составе гидрологического заказника. Основные виды ихтиофауны водоёма — плотва (преобладающий), окунь, уклейка.
С 1928 года известны стоянки древних людей на берегах и островах Шимозера. Стоянка II на Поповом острове внесена в реестр объектов культурного наследия РФ как памятник археологии.